# Reoti
Reoti es un pueblo y nagar Panchayat situado en el distrito de Ballia en el estado de Uttar Pradesh (India). Su población es de 26359 habitantes (2011). 

## Demografía
Según el censo de 2011 la población de Reoti era de 26359 habitantes, de los cuales 13577 eran hombres y12782 eran mujeres. Reoti tiene una tasa media de alfabetización del 52,63%, inferior a la media nacional del 59,5%: la alfabetización masculina es del 60,51%, y la alfabetización femenina del 44,26%.